# Bief de Saint-Jean-de-Braye
Le  bief de Saint-Jean-de-Braye  est une section du canal d'Orléans constituant son débouché extrême ouest en Loire.
D’une longueur de 5 130 m, il est presque entièrement situé sur territoire de la commune française de Saint-Jean-de-Braye dans l'agglomération orléanaise et la région naturelle du val de Loire. Son extrémité amont empiète sur la commune de Combleux.
Il est bordé en amont par l’écluse de l'Embouchure et en aval par l'écluse d'Orléans.

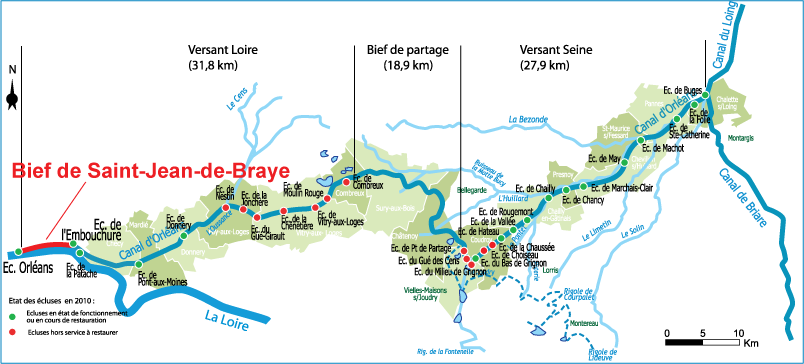
Plan de situation du bief de Saint-Jean-de-Braye.

## Historique
Après le creusement par Robert Mahieu d’un premier tronçon entre Vieilles-Maisons-sur-Joudry et Buges entre 1676 et 1678 et son ouverture au transport du bois et du charbon, la construction du canal jusqu’à la Loire est entreprise de 1681 à 1687 et est inaugurée en 1692.
De 1692 à 1793 le canal est en plein essor. De 1 500 à 2 000 bateaux remontent la Loire par an depuis Nantes pour gagner Paris. En 1793 le canal devient un bien national.
De 1908 à 1921, alors que le trafic de marchandises par voie fluviale est en pleine régression, des travaux prolongation du canal entre Combleux et Orléans sont entrepris et le bief de Saint-Jean-de-Braye est construit, raccordé au canal par une nouvelle écluse sur le bief de Combleux, l’écluse de l’Embouchure.
De 1807 à 1860, le canal est géré par une société privée, la Compagnie des canaux d’Orléans et du Loing, puis en 1863 sa gestion est confiée aux Ponts et Chaussées pour une durée de 91 ans. Avec l’extinction complète du trafic, le canal est déclassé des voies navigables en 1954 et entre dans le domaine privé de l’État français.
En 1978 est créé le syndicat mixte de gestion du canal d'Orléans, qui a pour objet la gestion, la promotion et l’animation de l’ensemble du domaine du canal. En 1984, le département du Loiret prend la gestion du domaine pour 50 ans, laissant au syndicat la gestion courante du domaine, qui reste toujours propriété de l’État. Le bief de Saint-Jean-de-Braye ne fait toutefois pas partie de la convention. Il reste dans le domaine public de l'État et est administré par les services de l'État.

## Descriptif

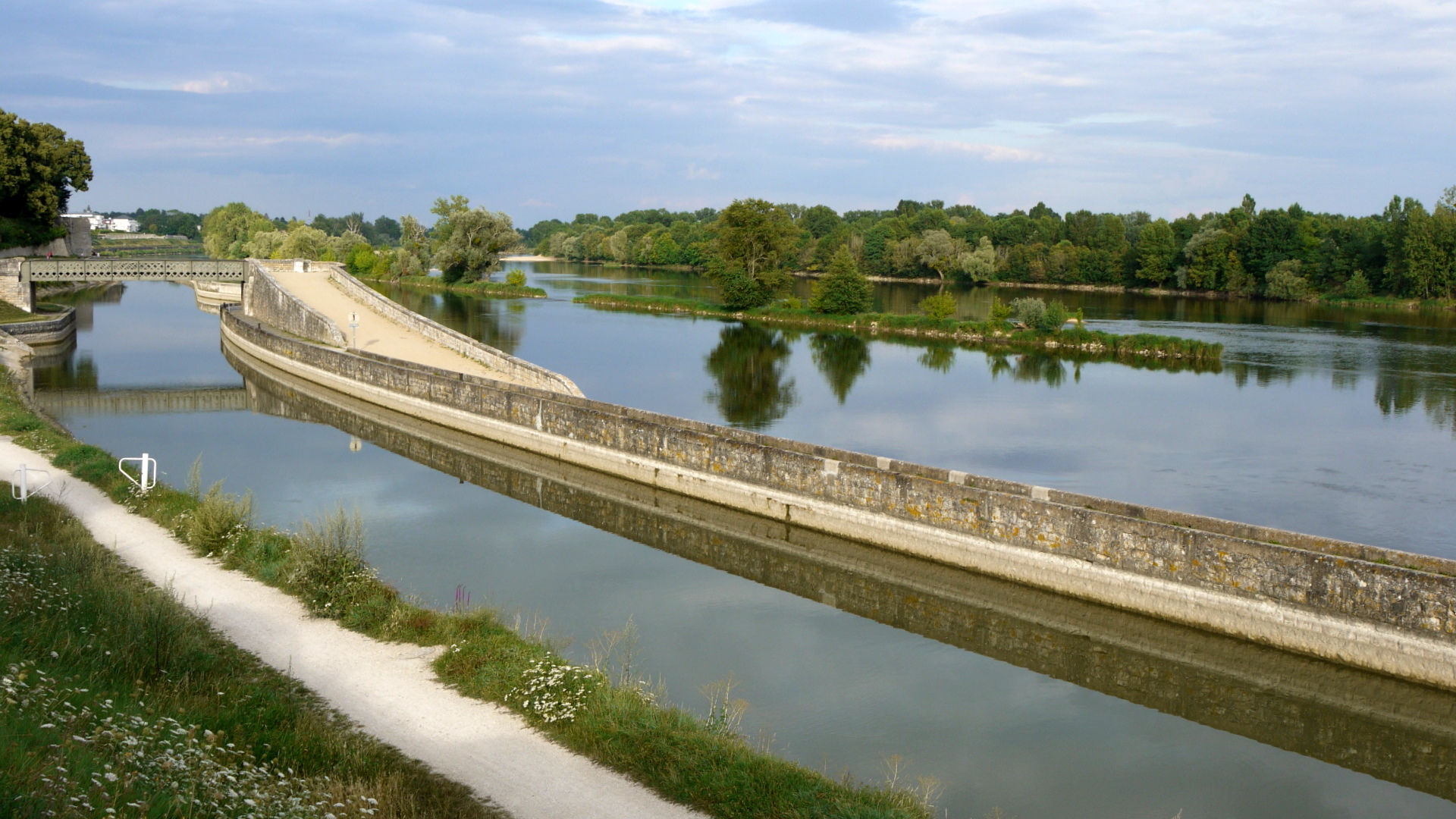
Vue du canal longeant la Loire.

### Caractéristiques générales
Le bief de Saint-Jean-de-Braye s’étend sur une longueur de 5 130 m entre l’écluse de l'Embouchure en amont et l'écluse d'Orléans en aval. C’est le troisième plus long bief du canal d’Orléans après le bief de partage dont la longueur est de 18,93 km et le bief de Combleux, dont la longueur est de 5,45 km . Il est presque entièrement situé sur le territoire de la commune de Saint-Jean-de-Braye.

## Écluse d'Orléans
Longueur sas : 
Largeur sas : 
Cote bief amont :   
Cote bief aval :  
Cote bajoyer :

## Pour approfondir